# Regeringskansliet
Regeringskansliet är en svensk statlig förvaltningsmyndighet under regeringen. Med införandet av 1974 års regeringsform ersattes det gamla namnet Kunglig Majestäts kansli den 1 januari 1975 med Regeringskansliet. Sedan den 1 januari 1997 är Regeringskansliet, inklusive alla departement, en myndighet. 
Myndigheten är en politiskt styrd organisation, där regeringen avgör arbetets inriktning och vilka frågor som ska prioriteras. Tjänstemännen i Regeringskansliet, som till största delen är opolitiska, arbetar med att ta fram underlag till regeringens beslut, och utreda olika frågor. Dessutom är en viktig del av verksamheten att driva den fastlagda svenska politiken i olika sammanhang, exempelvis i Europeiska unionen (EU). Årsboken redovisar den verksamhet som genomfördes i Regeringskansliet under året som gick, både i text och statistik.

## Organisation

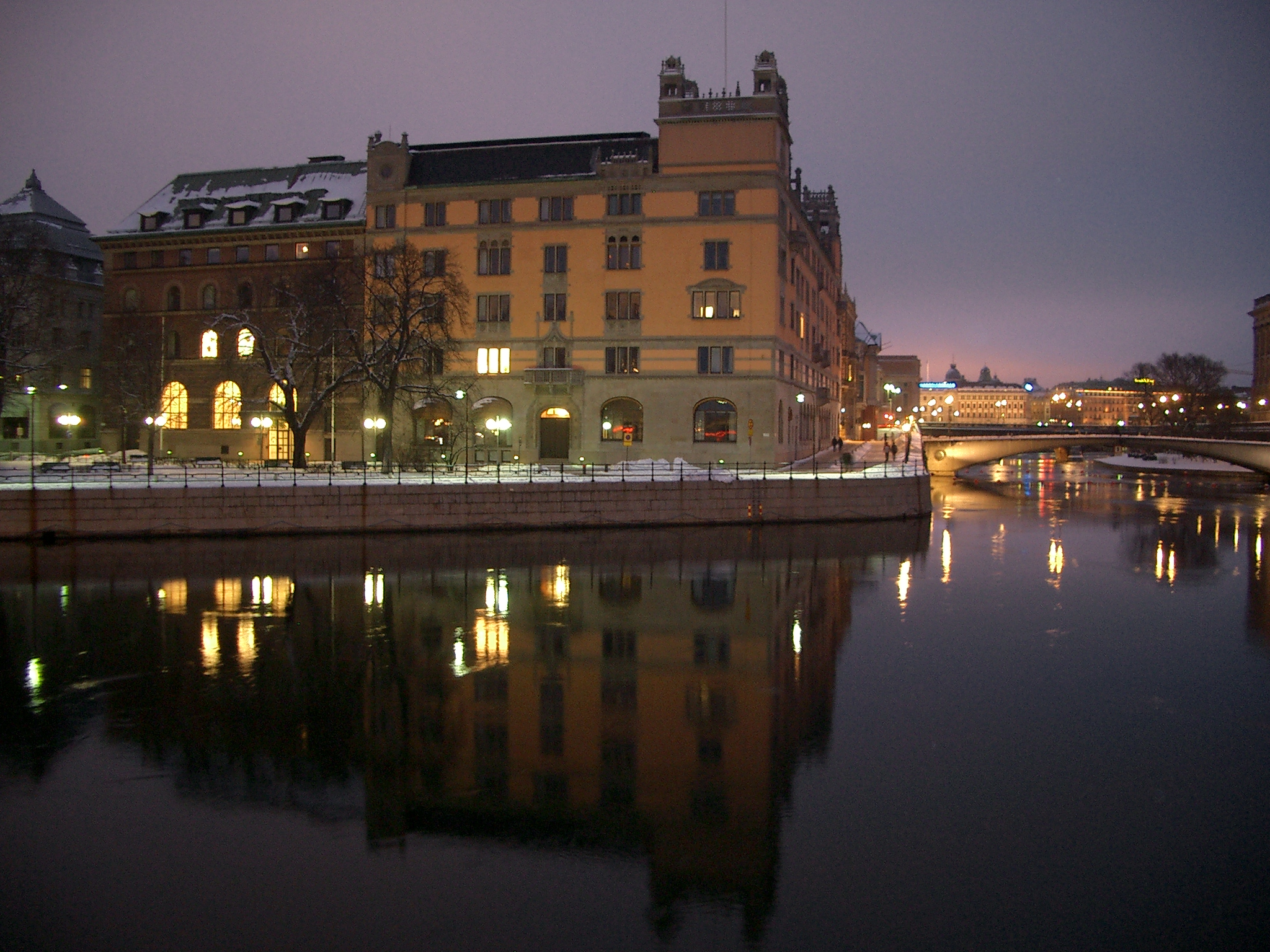
Rosenbad (som härbärgerar Statsrådsberedningen och delar av Justitiedepartementet), sett från Vasabron.

Regeringskansliets indelning i departement har varierat något över tid och varje regering har möjlighet att ändra indelning. Vissa departement, såsom Justitiedepartementet och Utrikesdepartementet, har funnits länge.
Varje departement leds av en departementschef som är statsråd, vanligen kallad minister. Statsministern är myndighetschef och chef för Statsrådsberedningen medan Förvaltningsavdelningen leds av en opolitisk förvaltningschef. Vid sidan av statsministern och departementscheferna finns också andra statsråd. De kallades tidigare för konsultativa statsråd eller minister utan portfölj. I dag har även dessa statsråd egna ansvarsområden och är knutna till ett departement eller till Statsrådsberedningen. Exempel på sådana ministrar som inte är departementschefer är EU-ministern och biståndsministern.
Varje statsråd har en politisk stab. Den politiska staben består oftast av en statssekreterare, en pressekreterare och en eller flera politiskt sakkunniga. De hjälper statsrådet i det politiska arbetet. Om statsrådet avgår upphör även anställningen för de politiskt anställda tjänstemännen.
Av Regeringskansliets cirka 4 600 anställda är omkring 200 politiskt rekryterade. En stor del av dessa är emellertid placerade vid Statsrådsberedningen där bland annat regeringspartiernas samordningskanslier finns. I de flesta departement är andelen politiskt tillsatta tjänstemän således mycket låg.
I Statsrådsberedningen och i varje departement finns enheter för olika sakområden och dessutom funktioner för budget, kommunikation, personalfrågor och rättsliga frågor samt EU- och internationella frågor. Opolitiska chefstjänstemän i ett departement är bland andra rättschefen och expeditionschefen. Departementsråden är chefer för sakenheterna. Medan den politiska ledningen är knuten till ministern är övriga tjänstemän fast anställda och sitter kvar även vid regeringsskiften.
Eftersom besluten förbereds av Regeringskansliets tjänstemän är det vanligt att opolitiska tjänstemän i praktiken skriver förslag på till exempel propositionstext, delar av statsbudgeten, eller myndigheters regleringsbrev som sedan regeringen beslutar om. 
Merparten av arbetet vid departementen kretsar kring lagstiftning och kring statsbudgeten, myndighetsstyrning och EU-arbetet.

### Departement
Från och med den 1 januari 2023 ingår i Regeringskansliet:
- Statsrådsberedningen (SB)
- Justitiedepartementet (Ju)
- Utrikesdepartementet (UD)
- Försvarsdepartementet (Fö)
- Socialdepartementet (S)
- Finansdepartementet (Fi)
- Utbildningsdepartementet (U)
- Klimat- och näringslivsdepartementet (KN)
- Landsbygds- och infrastrukturdepartementet (LI)
- Kulturdepartementet (Ku)
- Arbetsmarknadsdepartementet (A)
- Regeringskansliets förvaltningsavdelning (FA)

## Ekonomi och personal
Regeringskansliet kostar ungefär 8 miljarder kronor årligen och har 4600 anställda. De allra flesta tjänstemän är opolitiska tjänstemän (exempelvis rättssakkunniga, kansliråd, ämnesråd, departementssekreterare). Omkring 200 är politiskt tillsatta (statsråd, statssekreterare, politiskt sakkunniga, pressekreterare). Det gör Regeringskansliet till ett av rikets största utgiftsposter och största arbetsgivare. T.ex. anställer Volvo Lastvagnar bara nästan 1000 fler anställda.

## Perspektiv
I jämförelse med ministerierna i många andra länder är svenska departement små och har relativt begränsade uppgifter. I Sverige sköts merparten av statens uppgifter istället av statliga förvaltningsmyndigheter ledda av generaldirektörer (eller motsvarande). Myndigheterna styrs av regeringen, som också tillsätter myndighetscheferna. I praktiken sorterar varje myndighet under ett specifikt departement och rapporterar till en minister. 

### Särfall: Utrikesdepartementet
Utrikesdepartementet skiljer sig från denna organisationsform på det sätt att det organisatoriskt påminner mer om andra länders utrikesministerier, och är därför större än andra svenska departement. De svenska utlandsmyndigheterna (framför allt ambassader) är myndigheter under Utrikesdepartementet. Sida är också en myndighet under Utrikesdepartementet.

## Elefantkyrkogården
Med Regeringskansliets "elefantkyrkogård" avses placeringar av oönskade offentligt anställda på Regeringskansliet. Det har uppmärksammats att avsatta generaldirektörer med tid kvar på sitt förordnande har placerats där i allt från enstaka månader till mer än fem år.
I september 2012 beräknades den årliga kostnaden för lönerna för generaldirektörerna på elefantkyrkogården uppgå till sammanlagt 9,5 miljoner kronor per år, exklusive sociala avgifter och förmåner. 2017 beräknades det att lönekostnaderna för de nio omplacerade generaldirektörer och andra statliga chefer på regeringskansliet uppgick till 17 miljoner kronor per år.
Rune Premfors, professor i statsvetenskap vid Stockholms universitet, såg 2012 inget alternativ till modellen.